# Winterset (pièce de théâtre)
Pour les articles homonymes, voir Winterset (homonymie).
Winterset est une pièce de théâtre de Maxwell Anderson, créée le 25 septembre 1935 au Martin Beck Theater de New York, avec Burgess Meredith.
Cette pièce dramatique, écrite en vers, évoque indirectement l'Affaire Sacco et Vanzetti en mettant en scène la fille d'un Italo-américain anarchiste condamné à mort et exécuté pour un meurtre qu'il n'a pas commis.
Pièce hautement politique, avec des réflexions sur la foi, la vérité, la justice, l'amour et le devoir, elle fait fréquemment allusion à William Shakespeare et aux philosophies judaïques.
La production de Broadway, produite et mise en scène par Guthrie McClintic (en), a débuté le 25 septembre 1935 au Martin Beck Theatre, où elle a été jouée pendant 195 représentations. La distribution comprenait Burgess Meredith, Margo et Eduardo Ciannelli.
En 1936, la pièce remporte le premier prix du New York Drama Critics' Circle Awards.

## Adaptation
- Sous les ponts de New York, film réalisé par Alfred Santell, sorti en 1936 et tiré de la pièce.